# لورن جنکینز
لورن الیزابت جنکینز (زاده ۱۶ سپتامبر ۱۹۹۱) خواننده و ترانه‌سرای آمریکایی است. جنکینز در طول سال‌های نوجوانی خود به‌طور منظم در کلوپ‌های شبانه در ایالت‌های مختلف اجرا می‌کرد، قبل از اینکه برای تحصیل بازیگری در شهر نیویورک ساکن شود. در حالی که درگیر صنعت فیلم بود، او نقش تری کمبل را در فیلم مهلت (۲۰۱۲) دریافت کرد. بیگ مشین رکوردز در سال ۲۰۱۳ با جنکینز به عنوان یک هنرمند ضبط قرارداد امضا کرد و اولین آلبوم چندآهنگه او را در سال ۲۰۱۶ منتشر کرد.
در طول سال ۲۰۲۰، جنکینز برای کمک به حفظ خود به اجرای زنده در پلتفرم‌های رسانه‌های اجتماعی پرداخت و بیش از ۱۰۰ کنسرت برگزار کرد.

## آهنگ‌شناسی

### آلبوم‌های استودیویی
| عنوان | جزئیات آلبوم |         |                                                                                              |
| ----- | ------------ | ------- | -------------------------------------------------------------------------------------------- |
| عنوان | جزئیات آلبوم | نه مقدس | - منتشر شده: ۱۵ مارس 2019 - برچسب: ماشین بزرگ - فرمت‌ها: سی دی، ال پی، دانلود دیجیتال، استریم |

### آلبوم چندآهنگه
| عنوان               | جزئیات EP                                                                      |
| ------------------- | ------------------------------------------------------------------------------ |
| تک آهنگ جلسات نشویل | - تاریخ انتشار: ۲۷ مه 2016 - برچسب: ماشین بزرگ - فرمت‌ها: دانلود دیجیتال، جریان |
| Miles on Me, Part 1 | - منتشر شده: ۹ ژوئیه 2021 - برچسب: مستقل - فرمت‌ها: دانلود دیجیتال، جریان       |

### آلبوم تک آهنگه

#### به عنوان هنرمند اصلی
| عنوان                     | سال  | آلبوم               |
| ------------------------- | ---- | ------------------- |
| «روح را تسلیم کن»         | ۲۰۱۸ | نه مقدس             |
| «نشان ساز و تو»           | ۲۰۱۸ | نه مقدس             |
| "این سخت نیست"            |      |                     |
| "مثل اینکه مرا پیدا کردی" | ۲۰۲۱ | Miles on Me, Part 1 |

#### تک آهنگ‌های تبلیغاتی
| عنوان                        | سال | آلبوم |
| ---------------------------- | --- | ----- |
| قلب گرسنه / ماشین دزدیده شده |     |       |

#### حضور مهمان
| عنوان                 | سال  | آلبوم                                       |
| --------------------- | ---- | ------------------------------------------- |
| به نظر می‌رسد که می‌کشد | ۲۰۱۴ | قانون شکنان نشویل: ادای احترام به موتلی کرو |